# 川村茉由
川村 茉由（かわむら まゆ、1991年8月28日 - ）は、東海地方で活動するタレント、モデル、ラジオパーソナリティ。
愛知県安城市出身。中京大学卒業。セントラルジャパン所属。妹は同じくセントラルジャパン所属の川村朋未。

## 来歴
大学在学中からモデルとして活動。2017年3月までアイドルグループ「SAKAE GIRLS」のリーダーを務めた。
2016年、ZIP-FMミュージックナビゲーターとしてラジオデビュー。スターキャット・ケーブルネットワーク『並モリ』、NHKドラマ『全力離婚相談』などに出演。ZIP-FMの『SATURDAY GO AROUND』、『PEEPS!』、『FUNNY BUDDY』のミュージックナビゲーターを務める。
2016年4月5日から2020年3月31日まで、毎週火曜日23時から『PEEPS!』をナビゲート。2020年4月4日から2022年3月26日まで、前任の清里千聖に代わり、荒戸完と毎週土曜13時から『FUNNY BUDDY』を担当していた。
2022年、安城市の「おいしいあんじょうアンバサダー」に就任した。
ロート製薬「肌ラボ」ほか多数のCM、スチールに起用される。ショーやイベントでも活躍。 
趣味は音楽鑑賞、ショッピング。特技はモノマネ、歌。中国語検定4級、エレクトーングレード検定6級、英検2級の資格を持つ。

## 人物
パーソナルトレーニングジムに通っており、プリケツ担当大臣と自称する。これは自信のあるパーツに由来する。

## エピソード
- FUNNY BUDDYの後任に選ばれた理由の一つに、清里千聖と同様に読み間違いが多いことと荒戸完からの指名という理由がある。『FUNNY BUDDY』を引き継ぐことになり、前任の清里から2018年3月までナビゲートしていた『SATURDAY GO AROUND』時代からの土曜日午後の原点を受け継いだ。また神原真理が荒戸完との2番組拠点の後任に選ばれた理由についても同様であり、同じ前任の清里からの役割を受け継いだ。
- 6番目に好きな食べ物はとんかつの端っこ[5]。

## 出演番組

### 現在
ラジオ
- Holiday Driving Away（Pitch FM）
- SUNDAY FUNDAY!（東海ラジオ、2022年10月 - 日曜 10:00 - 14:00）

テレビ
- うまい!の極み（CBCテレビ）- リポーター

### 過去
ラジオ
- PEEPS!（ZIP-FM、火曜担当、2016年4月 - 2020年3月）
- FUNNY BUDDY（ZIP-FM、2020年4月 - 2022年3月）
- FUNNY PUPPY（ZIP-FM、2022年4月 - 2023年3月）